# Aeroporto Internacional de Cleveland Hopkins
O Aeroporto Internacional de Cleveland Hopkins (em inglês: Cleveland Hopkins International Airport) (IATA: CLE, ICAO: KCLE) é um aeroporto internacional que serve a cidade de Cleveland no estado do Ohio, nos Estados Unidos.